# Osmundjärn

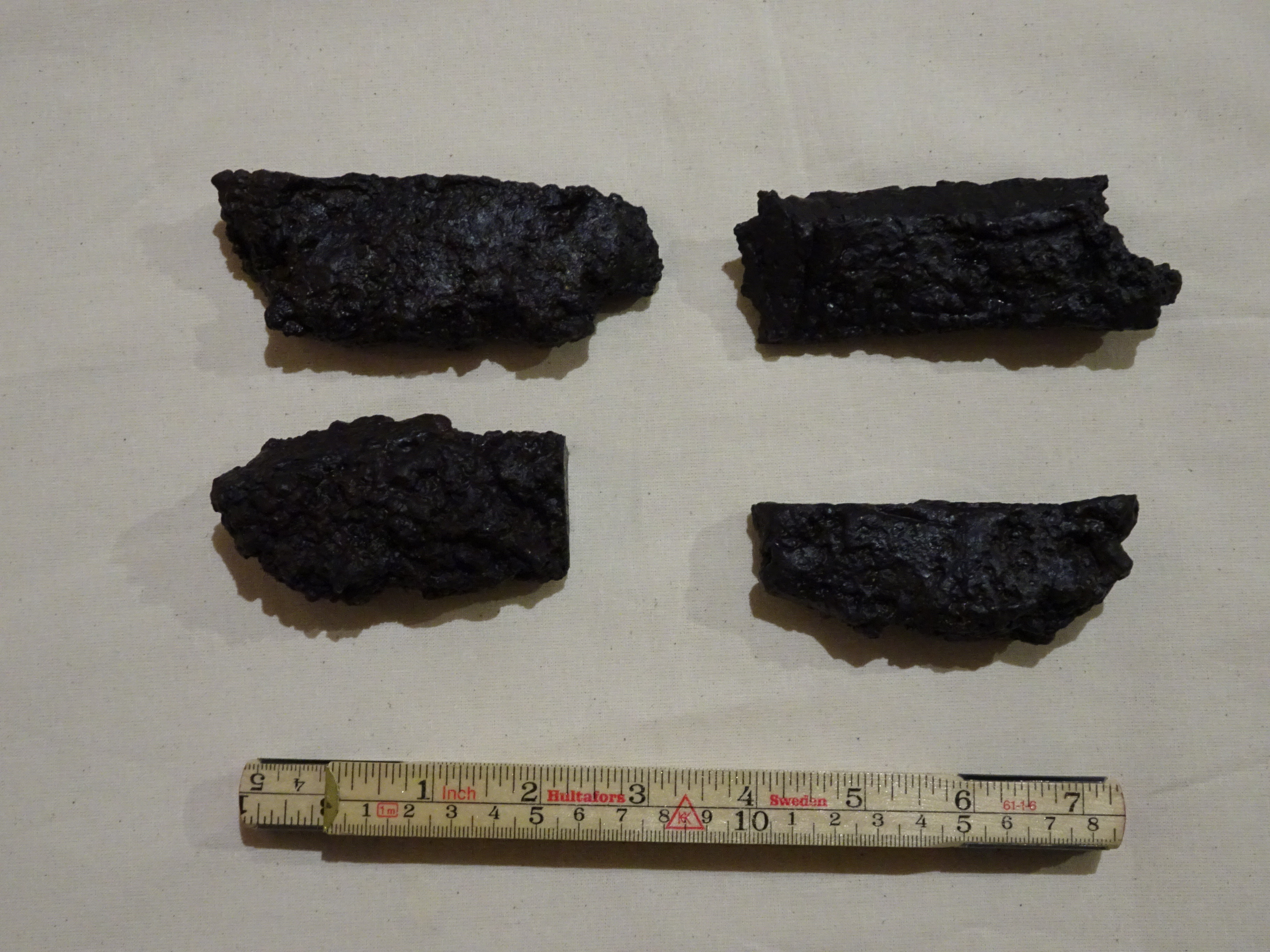
Osmundar funna vid utgrävningar av Lapphyttan.Finns i Västmanlands läns museum.

Osmundjärn är en svensk benämning på järn som framställts genom härdfärskning av tackjärn från masugnar, så kallat osmundsmide. Osmundsmide kallas det äldsta och mest hantverksmässiga sättet att tillverka smidbart järn. Man använde gärna spillbitar av tackjärn från masugnar, eller järnkorn som stampas fram ur slagg med hjälp av sinnerstampar. Detta sätt att få smidbart järn har tidigare använts i blästbruket. Man använde malm från sjöar och myrar och framställde järn i blästerugnar sedan ca 700 f.Kr.
Det äldsta belägget från masugn är från Lapphyttan ca 1150. Osmundarna var betydelsefulla i järnproduktionen från 1200-talet fram till 1600-talet. Arkeologiska undersökningar har visat att de halvrunda osmundsämnena troligen inte dominerat i äldre tid, utan att man i stället använt spadformiga, stavformiga och ringformade ämnesjärn. Att osmundarna i äldre engelska källor på 1280-talet indelas i garbar, har Karin Calissendorf tolkat som att osmundsjärnet tidigare bestått av en knippa ringformiga ämnesjärn, där varje ring utgjort en garb.
Osmundsmidet innebar att tackjärnet värmdes på en härd av träkol, medan blåsbälgar blåste in syre i härden, för att sänka kolhalten i järnet. Bearbetningen skedde gradvis, och det första järnet man får fram kallas luppjärn. Luppjärnet värmdes på nytt i härden, därefter smiddes det ut och höggs upp till osmundar. Dessa hade en enhetlig vikt av ca 280 g.
Ordets ursprungliga betydelse är oklar, och det är osäkert om det ursprungligen även syftat på myrblästerugnssmide, även om det innebär att man inte skulle ha behövt använda sig av det som kallas osmundssmide, då järnet redan från början hållit en tillräckligt låg kolhalt för att vara smidbart. Första gången ordet osmundjärn förekommer i skrift är 1280, och det användes då i England som beteckning på en från Norden importerad järnprodukt. Osmund användes även som beteckning på järnstycken av en specificerad vikt, 1/24 lispund eller omkring 280 gram. Osmundsjärnstycken var en viktig svensk exportvara men undanträngdes på 1600-talet av stångjärnet.
Tillverkningen av osmundjärn fortsatte dock på en del håll, bl.a. i Grythyttan till slutet av 1700-talet. Man använde metoden för att utnyttja spill från tackjärn i masugnen.